# 赤尾晃一
赤尾 晃一（あかお こういち、1958年 - ）は、静岡大学情報学部情報社会学科准教授。滋賀県生まれ。
同志社大学文学研究科修士課程新聞学専攻修了。専門はメディア論・大衆文化論。
通信関係シンクタンク勤務、日経BP社を経て，1995年10月から現職。
静岡県の地元情報番組「パロパロ」に出演していた｡

## 著作
- 現代風俗史年表（世相風俗観察会，河出書房新社）
- 情報通信革命（福武書店）
- 放送・通信新時代の制度デザイン（日本評論社）
- エンタテインメント・キーワード '95・'96（日経BP出版センター）
- ゲームの大學（メディアファクトリー)など。